# Íñigo Muñoz
Íñigo Muñoz Cuevas (Bilbao, Vizcaya, 16 de diciembre de 1996) es un futbolista español que juega como extremo en la SD Amorebieta de Primera División RFEF.

## Trayectoria
Íñigo se formó en las categorías inferiores del Danok Bat bilbaíno. En la temporada 2015-16, tras acabar su etapa como juvenil, jugó en el Somorrostro en la División de Honor. Su buen rendimiento le permitió firmar por la SD Gernika de Segunda División B. En su única temporada en el club disputó 37 encuentros, logrando tres tantos.
En julio de 2017 se incorporó al Bilbao Athletic. Unos meses después, el 25 de octubre, debutó con el Athletic Club en un partido de Copa del Rey frente a la SD Formentera (1-1). En 2019, tras dos temporadas en el filial rojiblanco, se marchó al CD Castellón con el que logró el ascenso a Segunda División.
El 3 de enero de 2021, tras no contar con minutos en Segunda División, se marchó al Unionistas de Salamanca.
El 15 de julio de 2022, después de cuajar una espléndida campaña con el conjunto charro, firmó por la Cultural y Deportiva Leonesa de la Primera Federación.Tras la falta de minutos, el 31 de enero de 2023 firmó por el C. D. Numancia de Primera División RFEF, donde fue titular.En julio de 2023 fichó por el Real Unión de Primera Federación.Un año más tarde se incorporó a la SD Amorebieta, que acababa de descender a Primera Federación.

## Clubes
| Club                         | País   | Año         |
| ---------------------------- | ------ | ----------- |
| SD Gernika                   | España | 2016 - 2017 |
| Bilbao Athletic              | España | 2017 - 2019 |
| CD Castellón                 | España | 2019 - 2020 |
| Unionistas de Salamanca      | España | 2021 - 2022 |
| Cultural y Deportiva Leonesa | España | 2022 - 2023 |
| C. D. Numancia               | España | 2023        |
| Real Unión                   | España | 2023 - 2024 |
| SD Amorebieta                | España | 2024 - Act. |